# كأس نيوزيلندا 2002
كأس نيوزيلندا 2002 (بالإنجليزية: 2002 Chatham Cup)‏ هو موسم من كأس نيوزيلندا. فاز فيه Napier City Rovers FC ‏.